# Син Сынхо
Син Сынхо (кор. 신승호?, 申承浩?; род. 11 ноября 1995 года, Соннам, Кёнгидо, Республика Корея) — южнокорейский актёр и модель. Наибольшую известность получил после участия в сериале «Восемнадцать» (2018). Также известен по ролям в сериалах «Уведомление о любви» (2019), «Охотник за дезертирами» (2021), за роль в котором был номинирован на престижную премию «Пэксан», и «Алхимия душ» (2022).

## Карьера

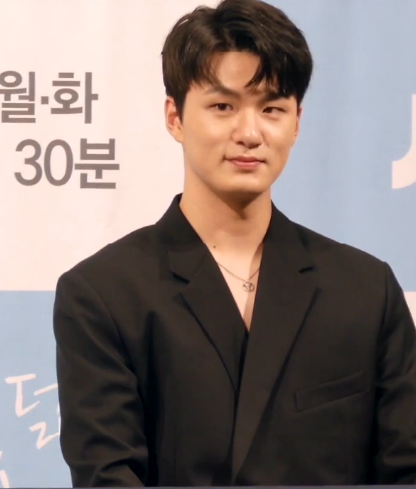
Син Сынхо, 2019 год

В возрасте десяти лет Син начал заниматься футболом, которым занимался одиннадцать лет до 2016 года, когда завершил карьеру из-за травмы колена и осознания, что футбол больше не является его призванием. После этого он начал работать моделью, участвовал в показах Неделе моды в Сеуле и Seoul 365 Fashion Show, а также дошел до финала конкурса «SBS Supermodel Selection Contest». Одновременно ему посоветовали стать актером, учитывая его голос, поэтому он поступил в актерскую академию и присоединился к агентству после прослушивания. Дебютировал в 2018 году в веб-сериале для подростков «Восемнадцать», сыграв главную мужскую роль Нам Сиу. Затем последовали еще две роли старшеклассника в подростковых драмах «Моменты восемнадцатилетия», снятой режиссером Cим Наён, и «Уведомление о любви» (2019). В конце 2020 года он получил роль в своем первом полнометражном фильме «Двойной бургер» режиссера Пэк Сынхвана, для которого также записал саундтрек.
Он привлёк внимание в 2021 году благодаря своей роли Хван Чансу, злонамеренного сержанта, который безжалостно издевается над своими подчинёнными в телесериале «Охотник за дезертирами». За эту роль он был номинирован на премию «Пэксан» в категории «Лучший новый актёр — телевидение». Во время съёмок сериала он получил предложение сыграть Го Вона, угрюмого наследного принца, скрывающего свою добрую сторону, в историческом фэнтези «Алхимия душ». Персонаж, изначально отсутствовавший в оригинальном сценарии, был специально создан для него режиссёром Пак Джонхва и сёстрами Хон после их встречи. Син описал эту роль как наиболее близкую к своему реальному характеру.
Также в 2022 году он снялся в роли лидера банды головорезов в подростковом боевике «Слабый герой», основанном на вебтуне с таким же названием, где вновь работал с режиссёром «Охотника за дезертирами» Хан Джунхи. Cин сначала был вынужден отказаться от роли, поскольку съёмки совпали бы с работой над «Алхимией душ», но в итоге согласился на эпизодическое появление. Несмотря на ограниченное экранное время, он получил положительные отзывы за создание трёхмерного персонажа. В конце года он повторил свою роль Го Вона во втором сезоне «Алхимии душ» и был задействован в своём втором полнометражном фильме «Пилот», где сыграл младшего пилота авиакомпании Со Хёнсока.
В 2023 году он подписал контракты на участие в двух других фильмах: боевике «Воскресший человек», основанном на вебтуне, и детективном триллере «Только Бог знает всё».
В 2024 году Син присоединился к актёрскому составу экранизации романа «Всеведущий читатель» и развлекательного шоу «Красивые парни»; также он начал съёмки в ремейке фильма 2009 года под названием «Прослушивание 109». В апреле 2025 года его утвердили на роль в телесериале «Инсайдеры»м, действие которого происходит в той же вселенной, что и одноимённый успешный фильм 2015 года.

## Фильмография

### Кино
| Год  | Название             | Роль      | Ист.   |
| ---- | -------------------- | --------- | ------ |
| 2021 | Двойной бургер       | Кан Урам  | [ 7 ]  |
| 2024 | Пилот                | Со Хёнсок | [ 29 ] |
| 2025 | Всеведущий читатель  | Ли Хёнсон | [ 25 ] |
| TBA  | Только Бог знает всё | Доун      | [ 24 ] |
| TBA  | Воскресший человек   | Блэк      | [ 23 ] |
| TBA  | Прослушивание 109    | Чанджэ    | [ 27 ] |

### Телесериалы
| Год       | Название                  | Роль                     | Примечания         | Ист.   |
| --------- | ------------------------- | ------------------------ | ------------------ | ------ |
| 2019      | Моменты восемнадцатилетия | Ма Хвиён                 |                    | [ 7 ]  |
| 2020      | Как купить друга          | Хо Донхёк                |                    | [ 30 ] |
| 2020      | О! Вилла Самгван          | Нам Сиу                  | камео (1-й эпизод) | [ 31 ] |
| 2022–2023 | Алхимия душ               | Принц Го Вон             |                    | [ 32 ] |
| 2023      | Плохая мать               | Государственный служащий | камео (5-й эпизод) | [ 33 ] |
| TBA       | Инсайдеры                 | TBA                      |                    | [ 28 ] |

### Веб-сериалы
| Год       | Название               | Роль       | Примечания                 | Ист.   |
| --------- | ---------------------- | ---------- | -------------------------- | ------ |
| 2018      | Восемнадцать           | Нам Сиу    |                            | [ 34 ] |
| 2019      | Восемнадцать 2         | Нам Сиу    |                            | [ 7 ]  |
| 2019      | Уведомление о любви    | Ильсик     | 1 сезон                    | [ 7 ]  |
| 2021–2023 | Охотник за дезертирами | Хван Чансу | 1 сезон — (2 сезон: камео) | [ 35 ] |
| 2022      | Слабый герой           | Чон Сокдэ  | 1 сезон                    | [ 19 ] |

### Телешоу
| Год        | Название       | Роль           | Ист.   |
| ---------- | -------------- | -------------- | ------ |
| 2024–н. в. | Красивые парни | Главный состав | [ 26 ] |

## Дискография
| Название        | Год  | Альбом             | Ист.   |
| --------------- | ---- | ------------------ | ------ |
| «The Night Sky» | 2021 | Двойной бургер OST | [ 36 ] |

## Награды и номинации
| Награда                       | Год  | Категория                                            | Работа / Номинант      | Результат | Ист.   |
| ----------------------------- | ---- | ---------------------------------------------------- | ---------------------- | --------- | ------ |
| Премия «Пэксан»               | 2022 | Лучший новый актёр — телевидение                     | Охотник за дезертирами | Номинация | [ 14 ] |
| KBS Drama Awards              | 2020 | Лучший актёр в одноактной/специальной/короткой драме | Как купить друга       | Номинация | [ 37 ] |
| Brand Customer Loyalty Awards | 2023 | Восходящая звезда в мужской категории                | Алхимия душ            | Победа    | [ 38 ] |